# Jerzy Sądel
Jerzy Bogdan Sądel (ur. 17 grudnia 1958 w Siemianowicach Śląskich) – polski polityk, leśnik i samorządowiec, poseł na Sejm VII kadencji.

## Życiorys
W 2009 ukończył studia magisterskie z gospodarki leśnej na Wydziale Leśnym Uniwersytetu Rolniczego im. Hugona Kołłątaja w Krakowie. Z zawodu leśnik, związany z Nadleśnictwem Kłobuck. W 2006 i w 2010 był wybierany na radnego powiatu kłobuckiego, został wiceprzewodniczącym rady powiatu.
W wyborach w 2011 z listy Prawa i Sprawiedliwości bezskutecznie kandydował do Sejmu w okręgu częstochowskim, otrzymując 3068 głosów. Mandat posła VII kadencji objął jednak 5 czerwca 2014, zastępując Jadwigę Wiśniewską. W 2015 nie uzyskał poselskiej reelekcji. W listopadzie 2015 został powołany na dyrektora Regionalnej Dyrekcji Lasów Państwowych w Lublinie. W 2018 odmówił objęcia wakującego (po Konradzie Głębockim) mandatu w Sejmie VIII kadencji. W lutym 2019 odwołano ze stanowiska dyrektora w Lasach Państwowych.
Odznaczony Srebrnym (2016) i Złotym (2020) Krzyżem Zasługi.